# Beauce (Frankreich)

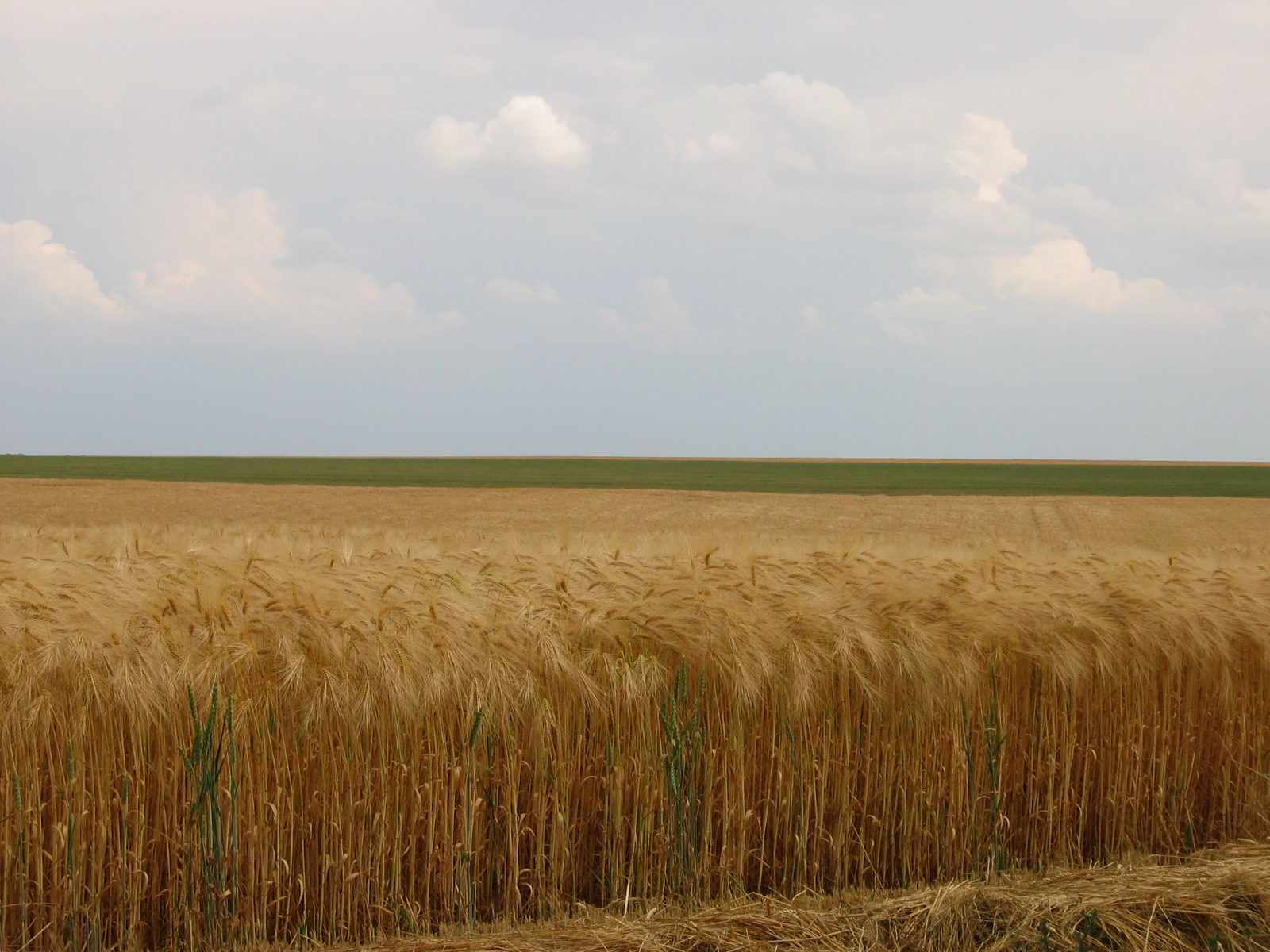
Landschaft zwischen Dreux und Chartres im Département Eure-et-Loir

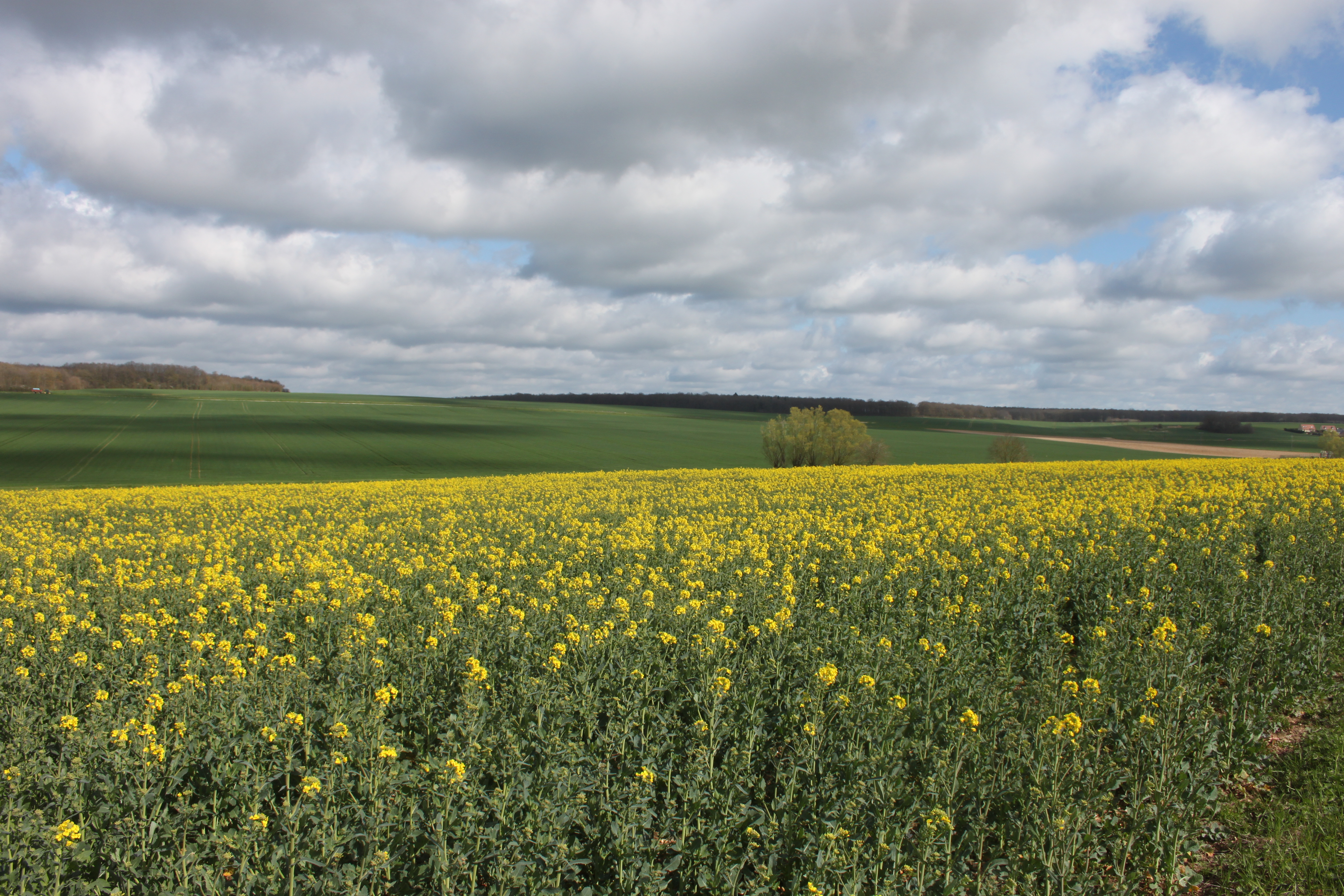
Landschaft bei Gas in der Nähe von Chartres

Die Beauce ist eine dünnbesiedelte französische Bördenlandschaft, die sich über Teile der heutigen Départements Eure-et-Loir, Loir-et-Cher sowie über kleinere Teile von Loiret, Essonne und Yvelines erstreckt. Der größte Teil liegt also in der Verwaltungsregion Centre-Val de Loire; Hauptorte sind (von Norden nach Süden): Dreux (ca. 30.000), Maintenon (ca. 4.500), Chartres (ca. 40.000) und das ca. 50 km östlich gelegene Étampes (ca. 25.000) sowie Bonneval (ca. 5.000) und Châteaudun (ca. 13.000) im Süden.

## Landschaft
Die Beauce ist eine weitgehend baum- und strauchlose, mit einer fruchtbaren Lehmdecke überzogene Kalkebene mit einer mittleren Höhe von ca. 120 m; die höchste Erhebung dürfte unter 200 m liegen. Wichtigster Fluss ist die durch Chartres und Maintenon fließende Eure; durch Dreux fließt die Blaise, ein Nebenfluss der Eure, und Bonneval sowie Châteaudun liegen an den Ufern des Loir.

## Wirtschaft
Die Feldwirtschaft beherrscht das Landschaftsbild, das von weitläufigen Getreide- und Zuckerrübenfeldern geprägt ist; Viehwirtschaft findet vorrangig in Ställen statt. Es werden hauptsächlich Weizen und Mais angebaut, aber auch Gerste, Hafer, Roggen und Zuckerrüben sind von Bedeutung. Die Beauce gilt als eines der bedeutendsten Getreideanbaugebiete Frankreichs („Kornkammer von Paris“). In den letzten Jahrzehnten des 20. Jahrhunderts sind der Kartoffel- und Gemüseanbau (Bohnen, Erbsen etc.) hinzugekommen.

## Geschichte

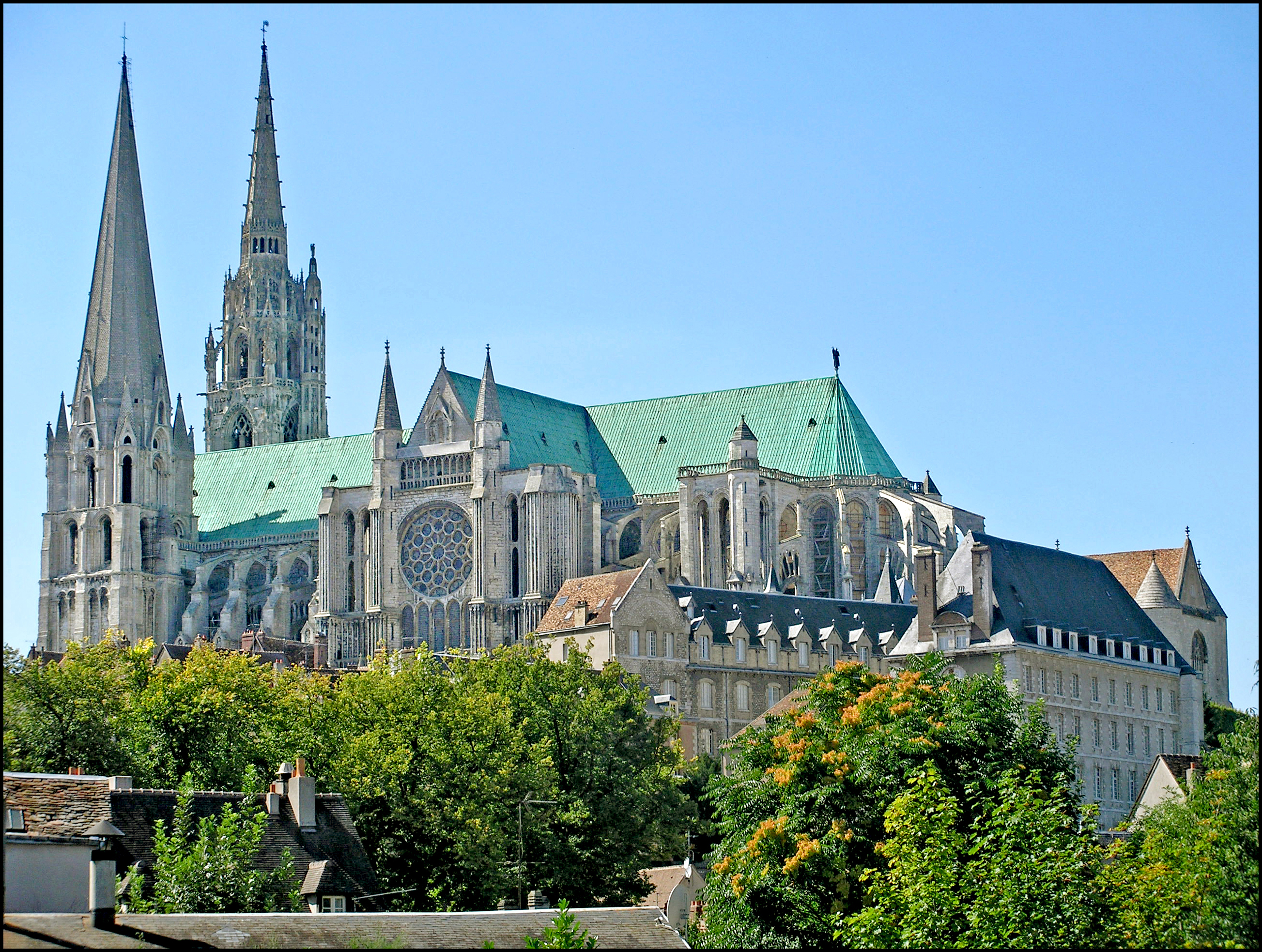
Kathedrale von Chartres

Politisch war die Beauce kein einheitliches Gebilde: Im Früh- und Hochmittelalter gab es die Grafschaft Chartres, die im Jahr 1284 durch Kauf an die Krondomäne (Domaine royal) fiel. Im 10. Jahrhundert entstand im Süden die Vize-Grafschaft Châteaudun (später: Grafschaft Dunois), die sich im 13. Jahrhundert eng mit der Grafschaft Blois verband. Es existiert folglich kein einheitliches Wappen der Beauce. Im Verlauf des Hundertjährigen Krieges (1337–1453) wurde die Region im Oktober und November des Jahres 1370 von den Engländern verwüstet.

## Sehenswürdigkeiten
Die herausragenden Sehenswürdigkeiten der Beauce sind die Stadt und die Kathedrale von Chartres. Das Schloss Maintenon, das Schloss (château) von Châteaudun und die von einem Kanal umgebene Altstadt von Bonneval verdienen ebenfalls Beachtung.